# Pump Up the Volume (singolo)
Pump Up the Volume è un singolo del gruppo musicale britannico MARRS, unico singolo della loro carriera, ma che ebbe una certa importanza per l'evoluzione dei generi dance e house, raggiungendo la prima posizione in diverse classifiche, tra cui quella inglese e americana. Il brano fu un enorme successo anche tra i confini italiani dove stazionò nelle prime tre posizioni in classifica tra dicembre e marzo.

## Tracce
12" single (BAD 707)
Testi e musiche di Steve Young, Martyn Young.
1. MARRS – Pump Up the Volume – 5:08 (Steve Young, Martyn Young)
2. MARRS – Anitina (The First Time I See She Dance) – 6:38 (Steve Young, Martyn Young)

Durata totale: 11:46
Remix 12" single (BAD 707R)
Testi e musiche di Steve Young, Martyn Young.
1. MARRS – Pump Up the Volume (Remix) – 6:28 (Steve Young, Martyn Young)
2. MARRS – Anitina (The First Time I See She Dance) (Remix) – 7:29 (Steve Young, Martyn Young)

Durata totale: 13:57
7" single (AD 707)
Testi e musiche di Steve Young, Martyn Young.
1. MARRS – Pump Up the Volume (Radio edit) – 4:08 (Steve Young, Martyn Young)
2. MARRS – Anitina (The First Time I See She Dance) (7" version) – 5:02 (Steve Young, Martyn Young)

Durata totale: 9:10
CD maxi single (BAD 707 CD)
Testi e musiche di Steve Young, Martyn Young.
1. MARRS – Pump Up the Volume (Re-Mix) – 6:27 (Steve Young, Martyn Young)
2. MARRS – Pump Up the Volume – 5:07 (Steve Young, Martyn Young)
3. MARRS – Anitina (The First Time I See She Dance) – 6:39 (Steve Young, Martyn Young)
4. MARRS – Anitina (The First Time I See She Dance) (Remix) – 7:40 (Steve Young, Martyn Young)

Durata totale: 25:53
U.S. CD maxi single (AD 707 CD)
Testi e musiche di Steve Young, Martyn Young.
1. MARRS – Pump Up the Volume (Radio edit) – 4:07 (Steve Young, Martyn Young)
2. MARRS – Pump Up the Volume – 7:10 (Steve Young, Martyn Young)
3. MARRS – Anitina (The First Time I See She Dance) – 6:39 (Steve Young, Martyn Young)
4. MARRS – Pump Up the Volume (Bonus Beats) – 4:47 (Steve Young, Martyn Young)
5. MARRS – Pump Up the Volume (Instrumental) – 5:07 (Steve Young, Martyn Young)

Durata totale: 27:50

## Classifiche
| Classifica (2001)                                        | Posizione massima |
| -------------------------------------------------------- | ----------------- |
| Austria                                                  | 4                 |
| Belgio (Fiandre)                                         | 4                 |
| Canada                                                   | 1                 |
| Francia                                                  | 9                 |
| Germania                                                 | 2                 |
| Irlanda                                                  | 5                 |
| Italia                                                   | 1                 |
| Nuova Zelanda                                            | 1                 |
| Paesi Bassi                                              | 1                 |
| Regno Unito                                              | 1                 |
| Spagna                                                   | 6                 |
| Svezia                                                   | 14                |
| Svizzera                                                 | 3                 |
| Stati Uniti (Billboard Hot 100)                          | 13                |
| Stati Uniti (Billboard Hot Dance Club Play)              | 1                 |
| Stati Uniti (Billboard Hot R&B/Hip-Hop Singles & Tracks) | 8                 |